# Миноносец №137
№ 137 — один из 25 миноносцев типа «Пернов», построенных для Российского Императорского флота.

## История корабля
Заложен на стапеле Невского судомеханического завода в 1896 году, спущен в мае 1897, вступил в строй в октябре 1897 года. 2 октября 1904 года выскочил на камни у берегов Финляндии и вышел из строя. Прошёл длительный ремонт. 8 февраля 1911 года сдан к Кронштадтскому военному порту для разоружения, демонтажа и реализации с исключением из списков Балтийского флота.